# 일본후기
일본후기(일본어: 日本後紀 니혼코키[*])는 헤이안 시대 초기에 편찬된 칙찬 사서이다. 속일본기에 이은 육국사의 세 번째에 해당된다. 죠와(承和) 7년 (840년)에 완성되어, 엔랴쿠(延暦) 11년(792년)부터 텐죠(天長) 10년(833년)에 이르는 42년간을 다루었다. 편찬자는 후지와라 오츠구(藤原緒嗣) 등이다. 편년체, 한문, 전 40권(현존하는 것은 10권).

## 편찬
서문에 의하면, 고닌(弘仁) 10년(819년), 사가 천황(嵯峨天皇)이, 후지와라 후유츠구(藤原冬嗣), 후지와라 오츠구, 후지와라 사다츠구(藤原貞嗣), 요시미네 야쓰요(良岑安世)에게 편찬을 명하였다. 미완성인 채로 후지와라 오츠구를 제외한 셋이 사망하였기에, 후에 쥰나 천황(淳和天皇)이 가요하라 나츠노(清原夏野), 나오요오(直世王), 사카노우에노 이마쓰구(坂上今継), 후지와라 요시노(藤原吉野), 오노 미네모리(小野岑守), 島田清田에게 속행을 명하였다. 닌묘 천황(仁明天皇)의 시대가 되어서 또 조칙을 내려 후지와라 오츠구, 미나모토 토키와(源常), 후지와라 요시노, 후지와라 요시후사(藤原良房), 朝野鹿取에게 편찬 작업을 지속할 것을 명했다. 또한 후에 布瑠高庭과 야마다 후루쓰구(山田古嗣)가 추가적으로 참여하여, 承和 7년 12월 9일(841년 1월 5일)에 마침내 완성을 보고하였다. 편찬까지 걸린 기간이 21년, 3대의 천황대에 걸친 사업을 계속 이끌었던 것은 후지와라 오츠구 한 사람이었다.

## 내용
『속일본기』이후, 간무 천황(桓武天皇)의 치세 도중에서부터 헤이제이 천황(平城天皇), 사가, 쥰나 천황의 치세를 기술하였다.
15세기 초엽까지는 40권이 모두 전해지고 있었지만, 후에 소실되어 하나와 호키노이치(塙保己一)의 문인(門人)이었던 稲山行教가 10권 분량의 사본을 산죠니시 가(三条西家)에서 발견(또 다른 설로서 야나기하라 노리미쓰(柳原紀光)의 교정본이라는 주장이 있다)되었고, 처음으로 간행되었다. 현존하는 부분은 5・8・12・13권(간무 천황 시대), 14・17권(헤이제이 시대), 20・21・22・24권(사가 천황 시대)을 합친 10권으로, 쥰나 천황의 시대를 다룬 분량은 완전히 실전되었다. 육국사 등의 발췌판인 『일본기략(日本紀略)』과, 육국사의 항목 분류서인 『유취국사(類聚国史)』에서 인용된 부분으로부터 그 본문을 어는 정도 복원해볼 수 있을 뿐이다. 이들 소실되고 부분적으로 남아있는 내용을 수집한 것으로 『일본일사(日本逸史)』, 『일본후기일문(日本後紀逸文)』이 있으며, 이것을 바탕으로 하여, 아래의 슈에이샤(集英社) 역주일본사료(訳注日本史料)나 코단샤 학술문고(講談社学術文庫)가 출판되어 있다.
내용에는 후지와라 오츠구의 의견이 가장 짙게 반영되어 있다고 전해진다. 천황과 조정신료들의 사망 기사에 짧은 전기(훙전[薨伝]이라고도 부른다)를 첨부한 것은 『속일본기』를 따랐고, 이후의 사서와 같다. 하지만 본서의 훙전은 일방적이고 공식적인 예찬이나 비난을 삭제하지 않은 채, 독자적인 비평과 감상 등을 더해 놓은 흥미로운 기술들이 많고, 육국사 중에서는 비판정신을 잘 견지한 편으로서 매우 이색적인 축에 든다.
또 다른 육국사 사서들에 비해 와카를 비교적 많이 수록해놓은 것으로도 알려져 있다.

## 교정본
- 黒板勝美 편, 『新訂増補国史大系 日本後紀』, 吉川弘文館, 1934년, 보급판 1975년.
- 黒板伸夫・森田悌 편, 『日本後紀』(訳注日本史料), 集英社, 2003년.
- 森田悌, 『日本後紀 全現代語訳』(講談社学術文庫 上中下), 講談社, 2006년.

## 참고 문헌
- 坂本太郎『六国史』日本歴史叢書27, 吉川弘文館, 1970년 11월, 신장판 1994년12월. ISBN 4-642-06602-0